# Земљано утврђење
Земљана утврда (енгл. Еarthfort, мађ. földvár) је тип градине, коју у нашем народу често називају и „градом“ или „градиштем“ термин из којег потичу бројна имена данашњих насеља (Соко град, Велика градишка итд.). Типичан пример некадашњег таквог утврђења је Бачко Градиште (мађ. Bácsföldvár), а римско утврђење Пинкум (лат. Pincum) претеча Великог Градишта било је најтипичнија земљана утврда. Пошто градишта потичу из раних периода историје без много писаних извора, најчешће су евидентирана као археолошки локалитети од великог значаја, и широм света тежи се њиховом сачувању.
За земљана утврђења израз "градиште" се користи више провизорно, јер разликујемо још и камена градишта или градине. Градишта, као и градине у фортификацијској архитектури представљају примитивнију претходницу класичних замкова. Градине су претежно настајале у брдско-планинским областима и конструисане су од камена. Њихових остатака има по целом Балкану, а нарочито их је много у Босни. Имале су значај одбране у свим периодима историје, све до Турског периода (XV. век). За разлику од њих низинске градине су начињене од земљаног материјала (леса и песка) пошто ту није било камена на располагању. Земљане утврде су на нашим просторима постојале до XI-XII. века. Типичан пример су келтски опидум "Чарнок" код Врбаса, Галад град у Банату или аварске палисадне фортификације, у археологији познате као мистични "хрингови". Значајно градиште налази се и код Хоргоша, а археолошко налазиште које и сâмо носи тај назив налази се у Иђошу код Кикинде. Градина на Босуту мада носи тај назив је више хумка типа тел (вишеслојно насеље), иако га окружују одбрамбени ровови изграђени у неком од каснијих периода.

## Карактеритике и историја
Код великог броја древних народа насеље је ради заштите било и утврђено земљаним бедемом и ровом. На пример велик број римских утврђења (каструма и кастелума) било је ради заштите окружено многобројним шанчевима – пракса и традиција која је касније усавршена при градњи класичних средњевековних замака. Ови градови били су додатно утврђени дрвеним или делимично и каменим зидовима (најчешће само куле и капије). У каснијем, након-античком периоду низинске градине су типично грађене у виду велике хумке окружене шанцем, намењене ексклузивно неком господару и његовој пратњи и војсци.
Земљане утврде су обично кружног или елипсоидног облика, али су их градитељи често и прилагођавали рељефним одликама простора, тако да их има и многоугаоних. По структури градње могу бити линијски отворене или затворене. Обично су подигнуте на највишу тачку у пределу или су прављене на вештачки брег - хумку. У сваком случају од њих је зависила заштита заједнице, те су прављене на стратешка места, на обале река, на места са добрим положајем за осматрање итд. Осим насеља које може бити поред или унутар бедема, земљане градине су већ од неолитског периода постојале као утврђена места у које је била смештена стална војна постава ради надзора ширег простора, или складишта неког заједници важног ресурса. Могу се наћи широм света, а њихово стратешко својство их без обзира на различиту културу и епоху чини сличним.
Обично је средишњем делу простор који изгледа као трг, да се претпоставити да је ту било и само насеље окружено палисадним зидинама и шанчевима. Археолошка истраживања градишта интентивнија су од XIX. века и обично су то вишеслојна налазишшта, јер су их користили многи надолазећи народи, једни за другим их дорађујући и прилагодећи их својим потребама. На пример унутар утврде Вашкапу код Хоргоша откривена је и хунска и аварска некропола, као и словенска, у релативној близини једно других, што указује на то да су ту представници сва три народа независно обитавали.

## Подела
Археолози разликују различите типове земљане утврде у зависности од порекла (културе која их је градила), намене и историјског периода. Постоје келтске, викингшке, аварске, римске, турске, мађарске и друге утврде. Опидуми, келтски тип земљаних утврђења карактеристични су за Подунавље и Панонску низију током II. и I. века п. н. е.. Город је тип утврде која је поново изграђена на основи већ раније подигнуте земљане утврде. У мађарском фолклору земљана утврђења имају значајно место, којих се процењује да има у Панонској низији неколико стотина. Чак постоји и назив места Шарвар (мађ. Sárvár), т.ј. блатна тврђава.
Хрингови су палисади и земљани радови прстенастог облика, а назив потиче од њихових првих описивача, германских освајача Аварске земље на крају VIII. века. У Франачким Хроникама читамо о мистичним кружним грађевинама (из немачког "ring" или прстен) које су за свог кратког боравка у овим просторима авари, овај турско-монголски народ оставили за собом.
У одређеним периодима свог ширења и Римско царство је градило утврђења опасана земљаним палисадима, нарочито на местима где је до камена тешко било доћи. Нека од земљаних утврђења на стратешким местима су у каснијем периоду унапређена у камена, често у више грађевинских фаза, уз различите обнове и адаптације током проширивања са изградњом нових објеката.

## Аварска енигма
О аварима постоји обимна литература. Ипак, о неким питањима, у које спадају и њихове градине, постоје само претпоставке. Аварскa утврђења су грађена нешто налик на кружне зигурате. Нека од њих – аварске куле – биле су хумке окружене воденим јарком. Међутим, постојали су писани извештаји – у контексту аварских ратова VIII. и IX. века – о великим утврђеним градовима у облику прстена о каквима су писали својевремени археолози и за Војводину, али локалитети нису потвђени, стога остају мистична страна земљаних радова из овог периода (локалитет Чарнок код Врбаса археолози са краја 19. века, који су га открили и делимично ископали погрешно су сматрали аварским прстеном, данас знамо да је из знатно ранијег периода).
На ваздушним (ортофото) снимцима види се велик број кругова у близини аварских некропола, али они нису изучавани, и вероватно су најчешће природног порекла (таложење, рад воде и сл.). Остали значајнији земљани радови су из ранијег периода, од неолитикума до антике, те су њих авари користили. Као на пример Римски шанчеви, за које неки тврде да су аварски, али без успеха да у ову теорију уклопе њихову огромну дужину и рад који је био потрабан за њихову изградњу, као и питање зашто и против кога би их авари стотинама километара уздуж повлачили? Постоји сумња да су неки полукружни рељефни облици у Панонској низији (нпр. у местима Биња (мађ. Bény), Словачка и Кишитке (мађ. Kissitke) у северозападној Мађарској, а нарочито неки у Војводини, на пример острваста формација уз Тису код Ченте) можда повеће аварске утврде, али аутори наводе да су истраживања веома скупа и није се много напредовало у доказивању те претпоставке.
Пошто археологија још није лоцирала ниједан иницијелно аварски "хринг" сматра се да су Авари као фортификације користили преуређене римске утврде из претходног периода.

## Занимљивости
- Познату Нишку тврђаву су турци изградили на остацима античког римског и средњовековног словенског утврђења. Након што је више пута разарана и коначно 1454. године од стране српско-угарске војске и срушена, турци тврђаву више нису обнављали. Уместо тога су, након губитка Београда 1717. године поред ње изградили друго, земљано утврђење "Хисар". Било је троугластог облика и већих димензија од данашње Тврђаве а поседовало је седам бастиона. Дуж бедема протезао се широк ров напајан водом из Нишаве, а улазило се на три капије. Хисар није остао сачуван али о њему знамо са тзв. Италијанског плана из 1719. године.

- Бечеј је 1091. године био земљана утврда на тиском острву, а касније у XV веку тврђава (Castrum Beche). Бечејска тврђава је након опсаде пала у турске руке септембра 1551. године, а комплекс је у духу Карловачког мира срушен. Да се о овом некадашњем јаком утврђењу данас мало зна допринела је и регулација Тисе, јер су изградњом бране и преживели скромни остаци поплављени.[12]
- Сингидунум келтско-римска предача Београда био је каструм у почетку опасан земљаним насипима, а тек касније утврђен каменим зидовима. Одбрамбени ров првобитног земљано-палисадног утврђења за које се сматра да је било површине 200 м x 400 м налазио се на простору данашње Кнез Михаилове улице.
- Као и Bеоградска тврђава и Петроварадинска има своју "земљану" прошлост. Земљана фортификација у њој била је у употреби све до турског периода. У припреми на напад турске речне флотиле из правца Београда 1694, изграђена су два заштитна појаса шанчева на јужној страни тврђаве. Овај елемент пољске фортификације играо је значајну улогу при заштити од опсаде, терајући турску артиљерију да троши ватру на њу. Такође су, поред осталих маневара, у правцу земљаних шанчева Турци копали сапе у нади да се приближе браниоцима. Ови земљани бедеми иако оштећени остали су у функцији све до XVIII века.
- Ковин је оригинално настао у близини земљаног па тек касније каменог утврђења изграђеног уз Дунав. Утврђење је стајало уз град све до XVI. века, кроз цео период угарских и турских владара. Данас се могу видети скромни остаци тврђаве.

## Белешке
1. ↑  На пример 800. године н. е. бугарски кан Крум у нападу који је познат као "Друга опсада Аварског Хринга" разбија снагу последњег аварског каганата под каганом Аврамом